# Велики славуј
Велики славуј (лат. Luscinia luscinia), је мала птица певачица која је раније била класификована као члан породице дроздова Turdidae, али се сада генерално сматра мухарицом Старог света. Она, и сличне мале европске врсте, често се називају "chats".
Велики славуј је миграторна инсектоједа врста која се гнезди у шумама Европе и Палеарктика, а презимљава у Африци. Распрострањеност је севернија од веома сродног обичног славуја (Luscinia megarhynchos), на кога веома личи по изгледу. Гнезди се близу тла у густом растињу.
Велики славуј је сличне величине као црвендаћ (Erithacus rubecula). Одозго је обично сиво-смеђе боје, а одоздо бело и сиво-смеђе. Његови сивији тонови, који дају облачан изглед доњој страни, и недостатак очигледних риђкастих мрља на репу, као код обичног славуја, најјасније су разлике у перју у односу на ту врсту. Полови су слични. Има сличан, али донекле свечанију песму од обичног славуја.

## Таксономија
Велики славуј је формално описан 1758. године од стране шведског природњака Карла фон Линеа у десетом издању своје „Systema Naturae“. Сместио га је са плискама у род Motacilla и сковао биномно име Motacilla luscinia. Карл фон Лине је одредио типску локацију као „Europae frondosis“ (лисната Европа), али је немачки орнитолог Ернст Хартерт 1910. године ограничио ово на Шведску. Велики славуј је сада једна од четири врсте смештене у род Luscinia који је увео енглески природњак Томас Форстер 1817. године. Врста се сматра монотипском: није препозната ниједна подврста. Име рода и специфични епитет су латински за обичног славуја (Luscinia megarhynchos). Уобичајени назив „Славуј“ потиче од речи „night“ и староенглеске речи galan, што значи „певати“.

## Опис
Одрасли славуј је дугачак око 16 цм дугачак са распоном крила од приближно 18 цм. Глава, потиљак и цео горњи део тела великог славуја су тамносмеђи са благом маслинастом нијансом. Боја је много тамнија него код славуја и уопште није риђа. Горњи део репног пера је мање маслинаст, а репно пера је тамно риђасто-смеђе. Перје и покривач ушију су смеђо-црни, а брада и грло су бледо жућкасто-смеђи или беличасти, прошарани смеђом бојом и блеђе су боје него код славуја. Бочне стране грла су пегаво-смеђе, а бледо перје на грудима има смеђе централне траке које грудима дају пегав изглед. Доњи део репа је жућкасто-смеђи, понекад пругаст или обележен смеђом бојом. Перје на крилима и покривач крила су тамносмеђи и мање риђи него код славуја. Кљун, ноге и стопала су смеђи, а дужице су тамносмеђе. Полови су слични једни другима по изгледу, а младунци су тамнији и више пегави. Постоји једно митарење у јулу и августу на крају сезоне парења.

### Оглашавање
Мужјакова песмаⓘ је гласна, са низом звиждања, трилера и кликтања, и укључује звук налик флаути „пиу“ са чистим тоном налик звону. Понекад је прекида оштрим звуком „дсер“ и прилично је свечана у поређењу са песмом обичног славуја. Песма нема крешендо гласног звиждања те птице и прилично је препознатљива. Понекад се пева и у зимским боравиштима птице. Оглашавање „вит“ подсећа на звук обичног славуја, али је вишег тона и наглији.

## Распрострањеност и станиште
Велики славуј је птица селица. Гнезди се у источној Европи и западном делу умерене Азије. Северна граница његовог летњег ареала протеже се до Данске, јужне Финске, Норвешке и Шведске, балтичких држава, Републике Карелије, Костроме, Вологде, Перма, Казахстана, Туркестана и Алтајских планина. Јужна граница се протеже од Аустрије и Чешке Републике, преко Румуније, Бугарске, јужне Русије, Украјине, Крима и северног Кавказа. Зимује у Африци јужно од Сахаре. Повремено је посетилац Британских острва.
У свом гнездећем ареалу велики славуј се налази у влажним листопадним шумама, обично са јовом и брезом. Преферира густо растиње са купином, густим жбуњем и испреплетеном вегетацијом на мочварним местима и близу воде. У својим зимским боравиштима налази се у густим закрпама трновитог жбуња, посебно у дну долина близу водотокова, а понекад и у густој вегетацији на ивици шуме.
Велики славуј је домаћин акантоцефалног цревног паразита Apororynchus silesiacus.

## Понашање

### Исхрана и храњење
Велики славуј се храни углавном на земљи, једући кишне глисте, пауке одрасле јединке, ларве и лутке инсеката као што су бубе, мали мољци, мрави и муве. У јесен се једу и бобице рибизли (Ribes spp.) и зове (Sambucus spp.). Пре него што пређу Сахару на својој миграцији, велики славуји акумулирају своје резерве масти. Експериментално је утврђено да магнетни сигнали могу стимулисати птице да то ураде. Симулација магнетног поља пронађеног у северном Египту подстакла је птице које се спремају за миграцију из Шведске да додатно акумулирају телесну масноћу.

### Гнежђење
Велики славуј се гнезди у влажним шумама, гнезди се на земљи, често усред леје коприве (Urtica dioica). Гнездо се налази на платформи од мртвог лишћа и састоји се од мртвих стабљика траве, дренова (Agrostis spp.), шаше и стабљика, обложених финијим материјалом. Гради га женка која полаже четири или пет, ретко шест јаја. Јаја су млечноплаве боје, обично једнобојна, али понекад са благим мрљама рђасто-смеђе боје и мере просечно 21,7 мм x 16,2 мм. Женка великог славуја инкубира јаја која се излегу за око тринаест дана. Младунце хране оба родитеља, добијају комплетно перје када напуне око једанаест дана, али нису потпуно независни још дванаест дана.

## Статус
BirdLife International процењује да у Европи има између 11 и 20 милиона великог славуја и да, с обзиром на то да Европа чини негде између 50% и 74% глобалног ареала ове птице, укупна светска популација може бити између 15 и 41 милиона јединки. У Европи, популација изгледа благо расте. Међународна унија за заштиту природе (IUCN) сматра ову птицу најмање угроженим таксоном.